# Капріє (провінція Турин)
Капріє (італ. Caprie, п'єм. Ciavrie) — муніципалітет в Італії, у регіоні П'ємонт,  метрополійне місто Турин.

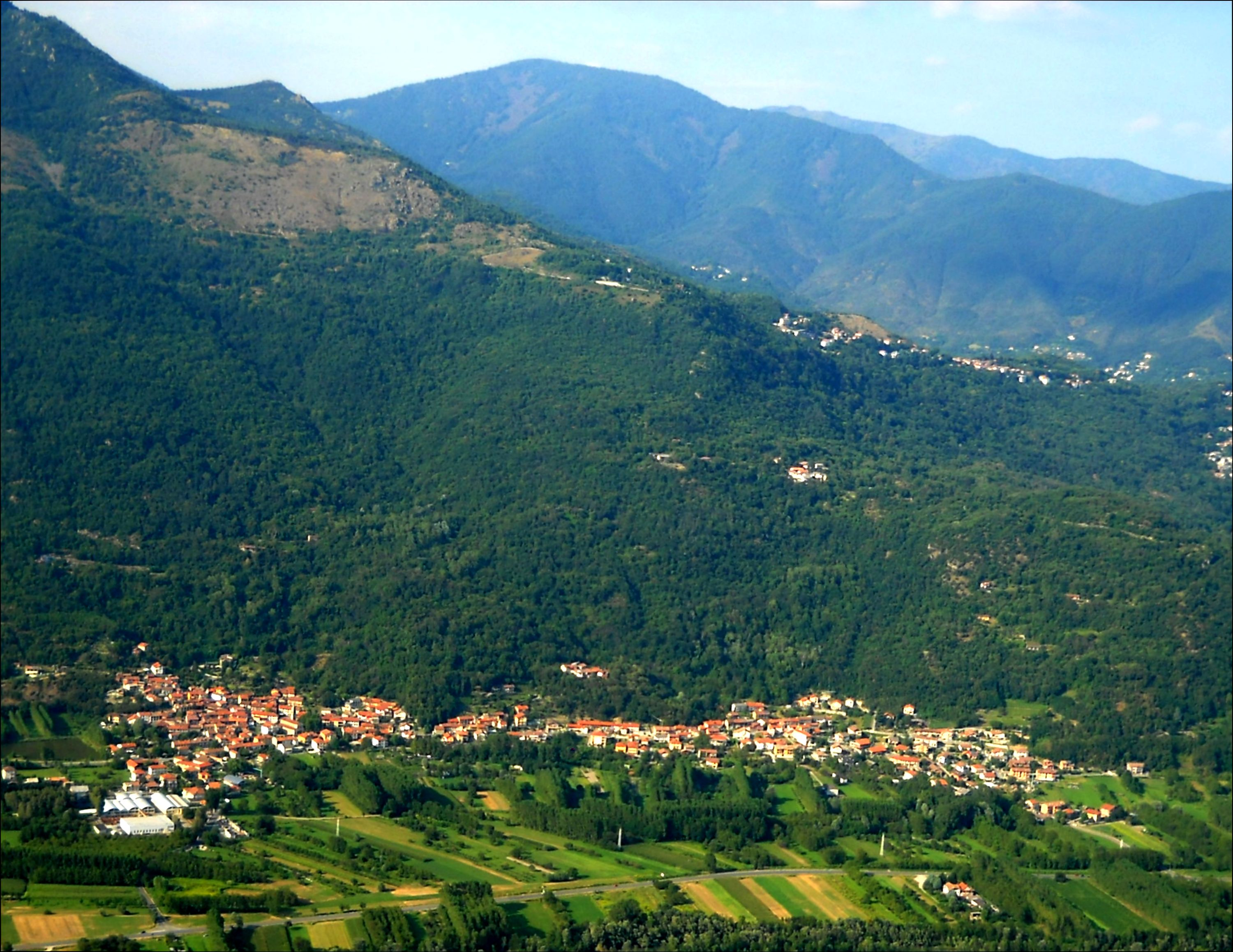

Капріє розташоване на відстані близько 550 км на північний захід від Рима, 31 км на захід від Турина.
Населення — 2082 особи (2014).
Щорічний фестиваль відбувається 16 липня. Покровитель — Madonna del Carmine.

## Демографія
Населення за роками:

Станом на 1 січня 2023 року в муніципалітеті офіційно проживали 52 іноземці з 12 країн, серед них 24 громадяни країн Євросоюзу.

## Сусідні муніципалітети
- К'юза-ді-Сан-Мікеле
- Кондове
- Руб'яна
- Сант'Амброджо-ді-Торино
- Віллар-Дора